# Albrechtice v Jizerských horách
Pour les articles homonymes, voir Albrechtice.
Albrechtice v Jizerských horách (en allemand : Albrechtsdorf) est une commune du district de Jablonec nad Nisou, dans la région de Liberec, en Tchéquie. Sa population s'élevait à 350 habitants en 2021.

## Géographie
Albrechtice v Jizerských horách se trouve dans les monts de la Jizera, à 9 km au nord-est de Jablonec nad Nisou, à 16 km à l'est de Liberec et à 97 km au nord-est de Prague.
La commune est limitée par Hejnice au nord, par Desná à l'est, par Tanvald au sud et par Jiřetín pod Bukovou et Josefův Důl à l'ouest.

## Histoire
La première mention écrite de la localité date de 1674.

## Administration
La commune se compose de deux quartiers :
- Albrechtice v Jizerských horách
- Mariánská Hora

## Transports
Par la route, Albrechtice v Jizerských horách se trouve à 4 km de Desná , à 13 km de Jablonec nad Nisou, à 22 km de Liberec et à 121 km de Prague.